# Mansudae Television
Mansudae Television (coréen : 만수대 텔레비죤) est une chaîne de télévision éducative en Corée du Nord.

## Programmation et horaires
Mansudae Television diffuse des programmes à visée éducative et des publicités occasionnelles le week-end. Elle a ouvert le 1er décembre 1973. La station de radiodiffusion télévisuelle Mansudae diffuse trois heures le samedi (19h00-22h00), et neuf heures le dimanche (10h00-13h00, 16h00-22h00).

## Historique
Depuis l'établissement de sa diffusion jusqu'au 13 juillet 2015, la diffusion était réalisée sur Channel 5 depuis la tour de télévision de Pyongyang et sur une application spéciale sur la tablette Samjiyon.

### Fermeture de 2015
En juillet 2015, Mansudae Television a fermé son antenne. Les raisons exactes de la fermeture de la diffusion de la chaîne sont inconnues, cependant, deux versions ont été envisagées dans l'édition en ligne de Newstopia (Corée du Sud) : Selon la première, cette mesure aurait pu être prise par les autorités nord-coréennes pour restreindre l'accès des résidents de Pyongyang aux contenus étrangers diffusés sur la chaîne. Selon le second (rapporté par la radio Free Asia) il y a eu un incident au sein du comité de rédaction et un contenu non filtré aurait été diffusé à l'antenne sur la chaîne. 
Il a également été rapporté que le lancement de la diffusion de la nouvelle chaîne Sport Television (zh), réalisé le 15 août de la même année, a été fait sur une fréquence appartenant auparavant à Mansudae Television.

### Réouverture
À la suite de contrôles internes du gouvernement nord-coréen, la chaîne de télévision n'a été réhabilitée qu'en 2016 (selon d'autres sources - en novembre 2015). Le message de l'agence de presse sud-coréenne Yonhap du 18 mai 2016 a rapporté que l'accès à la chaîne de télévision était proposé par les réseaux câblés. En août 2016, la chaîne a été incluse dans la distribution via le système Manbang IPTV sur le 2ème bouton de la section « Aircast ».
En mars 2018, le Daily NK a rendu compte de la proposition du gouvernement nord-coréen d'organiser la diffusion de Mansudae Television sur le principe d'un abonnement payant ; Cependant, selon le Daily NK, il n'a pas été établi que le projet est censé être réalisé à l'aide de la télévision par câble traditionnelle ou de Manbang IPTV. L'une des principales raisons de la décision du gouvernement de la RPDC était la grande popularité des films et des programmes diffusés sur la chaîne de télévision. Le prix de l'offre est fixé à 650 yuans. 

## Voir également
- Télévision en Corée du Nord